# Peter Edgcumbe (Politiker, 1477)
Sir Peter Edgcumbe (auch Piers Edgcumbe oder Edgecombe) (* 1477 (nach älteren Angaben 1472 oder 1468/69); † 14. August 1539) war ein englischer Ritter und Politiker, der mindestens zweimal als Abgeordneter für das House of Commons gewählt wurde.

## Herkunft und Jugend
Pieter Edgcumbe entstammte der Familie Edgcumbe. Er war der einzige Sohn von Richard Edgcumbe und dessen Frau Jane Tremayne. 1488 studierte er am Lincoln’s Inn in London. Nach dem Tod seines Vaters 1489 wurde er dessen Erbe. Edgcumbe wuchs als Schildknappe im königlichen Haushalt auf und bekleidete auch einige Ämter seines Vaters, darunter das des Verwalters von heimgefallenen Lehen und von königlichen Vormundschaften in Cornwall sowie das Amt des Constable von Launceston Castle. Diese Ämter behielt er bis zu seinem Tod. 1489 gehörte er zu den 20 Rittern, die anlässlich der Investitur von Prinz Arthur zum Prince of Wales zu Knights of the Bath geschlagen wurden, und als der jüngere Königssohn Heinrich 1494 zum Duke of York erhoben wurde, wurde Edgcumbe zum Ritter geschlagen. Am 24. Februar 1497 durfte er, wohl erst nach Zahlungen an königliche Beamte, sein Erbe antreten, wozu Cotehele House und die Güter von Bodrigan, Tregrehan und Tremodret in Cornwall, Borough und Burg von Totnes sowie Besitzungen in Huish, Loddiswell und North Molton in Devon gehörten. Sein Hauptwohnsitz wurde sein Herrenhaus in Stonehouse.

## Einflussreicher Angehöriger der Gentry
Bereits 1494 hatte Edgcumbe für ein Jahr als Sheriff von Devon gedient. Dieses Amt bekleidete er erneut von 1497 bis 1498, von 1517 bis 1518 und von 1528 bis 1529. Dazu war er von 1498 bis 1499, von 1505 bis 1506, von 1516 bis 1517 und von 1534 bis 1535 Sheriff von Cornwall. Ab 1498 war er Friedensrichter in Cornwall und ab 1501 in Devon. 1497 stellte er in Devon und Cornwall ein Aufgebot zur Niederschlagung der Rebellion von Perkin Warbeck auf. Dieses reichte jedoch nicht zur Niederschlagung der Rebellion aus, erst mit Hilfe von weiteren Truppen konnte die Rebellion beendet werden. Dabei gehörte Edgcumbe zu den Truppen, die das belagerte Exeter entsetzten. 1513 kämpfte er im Feldzug in Frankreich in der Schlacht bei Guinegate und wurde nach der Schlacht zum Knight Banneret erhoben. 1515 erhielt er von König Heinrich VIII. die Erlaubnis, auf Mount Edgcumbe einen heute noch bestehenden Hirschpark anzulegen. 1520 gehörte er zum Gefolge des Königs auf dem Camp du Drap d’Or. Als einer der reichsten und einflussreichsten Angehörigen der Gentry von Cornwall wurde er bei den Unterhauswahlen 1515 und 1529, vermutlich auch öfter, als Knight of the Shire gewählt. Vor 1521 wurde er Recorder von Launceston, dazu übernahm er noch weitere lokale Ämter.

## Familie und Nachkommen
1493 hatte Edgcumbe Jane Dynham († vor 1525), die Witwe von Charles Dynham aus Nutwell in Devon und Tochter und Erbin von James Durnford (auch Derneford) geheiratet. Seine Frau erbte als einziges Kind von ihrem Vater umfangreiche Besitzungen aus dem Valletort-Besitz, der sich zu beiden Seiten der Mündung des Hamoaze erstreckte und East und West Stonehouse sowie Rame umfasste. Mit ihr hatte er drei Söhne und drei Töchter, darunter:
- Richard (1499–1562)
- John
- James
- Anne

In zweiter Ehe heiratete er nach dem Tod von Jane 1525 Catherine St John († 1553), die Witwe von Gruffydd ap Rhys, dem Sohn des walisischen Adligen Rhys ap Thomas. Diese Ehe blieb kinderlos. Sein Erbe war sein ältester Sohn Richard Edgcumbe.